# Salcedo (República Dominicana)
Salcedo es un municipio de la República Dominicana, que está situado en la provincia de Hermanas Mirabal.

## Localización
El municipio se encuentra en el Valle del Cibao, al sur de la Cordillera Septentrional. 

## Etimología
La ciudad lleva el nombre de Francisco Antonio Salcedo, quien luchó en la parte noroeste del país contra el ejército haitiano durante las batallas dominico-haitianas después de la independencia dominicana en 1844.

## Límites
Municipios limítrofes:
|                                 | Norte: Gaspar Hernández                       |               |
| Oeste: Moca y Cayetano Germosén |                                               | Este: Tenares |
|                                 | Sur: Cayetano Germosén, La Vega y Villa Tapia |               |

## Distritos municipales
Está formado por los distritos municipales de:
| Nombre       | Código   |
| ------------ | -------- |
| Salcedo      | 03190101 |
| Jamao Afuera | 03190102 |

## Historia
Creado con el nombre de Juana Núñez, con la creación de la provincia de Espaillat, en 1885, pasó a formar parte de esta nueva provincia. En 1891, su nombre fue cambiado por el actual de Salcedo.
Pasó a ser municipio en el año 1907 y, cuando la provincia de Salcedo (hoy provincia Hermanas Mirabal) fue creada en 1952, la ciudad se convirtió en el municipio cabecera de la nueva provincia.

### Hermanas Mirabal
Es famoso por ser el lugar de nacimiento de las Hermanas Mirabal, heroínas que perdieron sus vidas en la lucha contra la dictadura de Rafael Leónidas Trujillo. Existe un Museo en la sección de Conuco, en conmemoración a las tres hermanas que fueron asesinadas en la lucha por la libertad; fue creado por Bélgica (Dedé) Mirabal (hermana sobreviviente) quien se encargó de preservar la memoria de las llamadas “Mariposas” a través de la Fundación Hermanas Mirabal, fundada en 1994, en la casa donde las hermanas pasaron sus últimos meses de vida.

## Demografía
En 2002 el municipio tenía una población total de 40510 habitantes, donde 20366 eran hombres y 20144 mujeres. La población urbana era de 29.6% del total de la población. 

## Economía
La agricultura es una de las actividades económicas principales del municipio, también encontramos algunas industrias pequeñas, empresas de diferentes sectores, los principales productos son el plátano, la yuca y el cacao.

## Personalidades
- Julissa Reynoso (1975 -) abogada y embajadora de Estados Unidos en España.[5]